# Barcos (Amadeo de Sousa Cardoso)
Barcos é um óleo sobre tela da autoria do pintor português Amadeo de Souza-Cardoso. Pintado em 1913, mede 30,2 cm de altura por 40,6 cm de largura.
A pintura pertence ao Centro de Arte Moderna José de Azeredo Perdigão de Lisboa.